# Phytomyptera amuricola
Phytomyptera amuricola är en tvåvingeart som beskrevs av Richter 1993. Phytomyptera amuricola ingår i släktet Phytomyptera och familjen parasitflugor. Inga underarter finns listade i Catalogue of Life.